# Rattus leucopus
Rattus leucopus  (Gray, 1867) è un roditore della famiglia dei Muridi diffuso in Nuova Guinea, Australia e alcune isole vicine.

## Descrizione

### Dimensioni
Roditore di medie dimensioni, con la lunghezza della testa e del corpo tra 135 e 223 mm, la lunghezza della coda tra 140 e 210 mm, la lunghezza del piede tra 33 e 40,7 mm, la lunghezza delle orecchie tra 18 e 24 mm e un peso fino a 315 g.

### Aspetto
Il corpo è generalmente allungato, con il muso è appuntito. Le parti superiori variano dal bruno-nerastro brizzolato al bruno-dorato, gradualmente più giallognole lungo i fianchi e sulla gola, mentre le parti ventrali sono biancastre o grigio-giallastre. È presente una'area sfumata più scura intorno agli occhi.  Il dorso dei piedi è biancastro. La coda è lunga come la testa ed il corpo, uniformemente marrone, cosparsa di pochi peli e rivestita da 8-11 anelli di scaglie per centimetro. La sottospecie R.l.leucopus talvolta ha delle chiazze bianche sulla coda. Le femmine hanno un paio di mammelle pettorali e due paia inguinali. Il cariotipo è 2n=34 FN=58-60.

## Biologia

### Comportamento
È una specie terricola e notturna.

### Alimentazione
Si nutre di insetti, foglie, frutta e semi.

### Riproduzione
Le femmine danno alla luce 2-5 piccoli alla volta per almeno 3 volte l'anno. La riproduzione avviente durante tutto l'anno. Raggiunge la maturità sessuale dopo 3 mesi.

## Distribuzione e habitat
Questa specie è diffusa nella Nuova Guinea meridionale, Isole Aru, Penisola di Capo York e aree costiere del Queensland centro-orientale.
Vive nelle foreste umide tropicali fino a 1.200 metri di altitudine. Talvolta è presente anche in campi agricoli e foreste secondarie e rigenerate.

## Tassonomia
Sono state riconosciute 5 sottospecie:
- R.l.leucopus: Penisola di Capo York;
- R.l.cooktownensis (Tate, 1951): aree costiere del Queensland centro-orientale;
- R.l.dobodurae (Troughton, 1946): Nuova Guinea sud-orientale;
- R.l.ratticolor (Jentink, 1908): Nuova Guinea centro-meridionale, Isole Aru: Wokam;
- R.l.ringens (Peters & Doria, 1881): Bacino del Fiume Fly, Nuova Guinea centro-meridionale.

## Conservazione
La IUCN Red List, considerato il vasto areale, la popolazione numerosa, la presenza in diverse aree protette, la tolleranza al degrado nella qualità del proprio habitat e la mancanza di reali minacce, classifica R.leucopus come specie a rischio minimo (Least Concern).